# Дунин, Антон Валерьевич
Антон Валерьевич Дунин (род. 6 июля 1984) — российский тяжелоатлет, чемпион и призёр чемпионатов России, победитель и призёр розыгрышей Кубка России, мастер спорта России. Лауреат звания «Человек года города Прокопьевск 2008». Выступал в весовой категории до 62 кг. Наставником Дунина был Евгений Тиньгаев.

## Спортивные результаты
- Кубок России по тяжёлой атлетике 2007 года — ;
- Чемпионат России по тяжёлой атлетике 2007 года — ;
- Кубок России по тяжёлой атлетике 2008 года — ;
- Чемпионат России по тяжёлой атлетике 2008 года — ;
- Чемпионат России по тяжёлой атлетике 2009 года — ;
- Кубок СФО по тяжёлой атлетике 2010 года — [3];
- Чемпионат России по тяжёлой атлетике 2010 года — ;
- Чемпионат СФО по тяжёлой атлетике 2011 года — [4];
- Чемпионат России по тяжёлой атлетике 2011 года — ;
- Кубок СФО по тяжёлой атлетике 2013 года — [5];
- Кубок России по тяжёлой атлетике 2013 года — ;
- Чемпионат СФО по тяжёлой атлетике 2014 года — ;
- Кубок СФО по тяжёлой атлетике 2014 года — [6];
- Чемпионат СФО по тяжёлой атлетике 2015 года — ;
- Кубок СФО по тяжёлой атлетике 2015 года — [7];
- Кубок СФО по тяжёлой атлетике 2016 года — [8].
- Кубок СФО по тяжелой атлетике 2017 года — [9].
- Кубок СФО по тяжелой атлетике 2018 года — [10].